# Data Radio Channel
Data Radio Channel (DARC) – standard szybkiego przesyłu danych (16 kbit/s) na podnośnej transmisji stacji radiowej.
DARC został zatwierdzony w ogólnoeuropejskim standardzie ETS 300 751 w 1997.

## Zastosowania
Dzięki dużej prędkości DARC nadaje się np. do przekazu danych o ruchu drogowym. W Japonii od 1996 w obszarach miejskich Tokio, Nagoi i Osaki działa usługa VICS (Vehicle Information and Communication System – system informacyjny i komunikacyjny pojazdów). We Francji testowano użycie DARC do usług Traffic Message Channel.
W USA wykorzystany przez Digital DJ do dostarczania informacji giełdowych.

## Podobne technologie
Wśród innych technik radiowego rozsyłania danych są RDS i opracowany w Microsoft DirectBand.